# Projektion (Mengenlehre)
Die (kanonische) Projektion, Projektionsabbildung, Koordinatenabbildung oder Auswertungsabbildung ist in der Mathematik eine Abbildung, die ein Tupel auf eine der Komponenten des Tupels abbildet. Allgemeiner ist eine Projektion eine Abbildung von dem kartesischen Produkt einer Familie von Mengen auf das kartesische Produkt einer Teilfamilie dieser Mengen, die Elemente mit bestimmten Indizes auswählt. Unter der Annahme des Auswahlaxioms ist eine Projektion einer beliebigen Familie nichtleerer Mengen stets surjektiv. Projektionen werden unter anderem in der Mengenlehre, in der Topologie, in der Maßtheorie oder als Operatoren in relationalen Datenbanken verwendet.

## Definition
Ist {\displaystyle (X_{i})_{i\in I}} eine Familie von Mengen, wobei {\displaystyle I} eine beliebige Indexmenge ist, dann wird mit {\displaystyle \textstyle X_{I}=\prod _{i\in I}X_{i}} das kartesische Produkt dieser Mengen bezeichnet. Ist nun {\displaystyle J\subseteq I} eine Teilmenge von {\displaystyle I}, dann ist die Projektion {\displaystyle \pi _{J}} auf diese Teilmenge die Abbildung
{\displaystyle \pi _{J}\colon X_{I}\to X_{J},\quad (x_{i})_{i\in I}\mapsto (x_{j})_{j\in J}}.
Durch die Projektion {\displaystyle \pi _{J}} werden demnach aus einer Familie von Elementen {\displaystyle (x_{i}\in X_{i})_{i\in I}} diejenigen ausgewählt, deren Indizes in der Menge {\displaystyle J} enthalten sind. Im Fall einer einelementigen Menge {\displaystyle J=\{j\}} wird die Projektion {\displaystyle \pi _{\{j\}}} auch einfach durch {\displaystyle \pi _{j}} notiert.

## Beispiele

### Geordnete Paare
Besteht die Indexmenge aus genau zwei Elementen, {\displaystyle I=\{1,2\}}, dann ist das kartesische Produkt {\displaystyle X_{I}=X_{1}\times X_{2}} die Menge der geordneten Paare von Elementen der beiden Mengen {\displaystyle X_{1}} und {\displaystyle X_{2}}. Die Projektionen
{\displaystyle \pi _{1}\colon X_{1}\times X_{2}\to X_{1},\quad (x_{1},x_{2})\mapsto x_{1}}
und
{\displaystyle \pi _{2}\colon X_{1}\times X_{2}\to X_{2},\quad (x_{1},x_{2})\mapsto x_{2}}
bilden dann ein Paar {\displaystyle (x_{1},x_{2})} auf seine erste beziehungsweise seine zweite Komponente ab. Sind beispielsweise {\displaystyle (x,y)\in \mathbb {R} ^{2}} die kartesischen Koordinaten eines Punkts in der euklidischen Ebene, dann ergeben die Projektionen {\displaystyle \pi _{1}} und {\displaystyle \pi _{2}} jeweils die {\displaystyle x}- und die {\displaystyle y}-Koordinate des Punkts. Diese Projektionen sind formal von (orthogonalen) Projektionen auf die beiden Koordinatenachsen zu unterscheiden, die Abbildungen {\displaystyle \mathbb {R} ^{2}\to \mathbb {R} ^{2}} mit {\displaystyle (x,y)\mapsto (x,0)} beziehungsweise {\displaystyle (x,y)\mapsto (0,y)} darstellen.

### Tupel
Besteht die Indexmenge aus {\displaystyle n} Elementen, {\displaystyle I=\{1,\ldots ,n\}}, dann ist das kartesische Produkt {\displaystyle X_{I}=X_{1}\times \ldots \times X_{n}} die Menge aller {\displaystyle n}-Tupel, bei denen die {\displaystyle i}-te Komponente ein Element {\displaystyle x_{i}\in X_{i}} ist. Die Projektion {\displaystyle \pi _{j}} ist dann die Abbildung
{\displaystyle \pi _{j}\colon X_{1}\times \ldots \times X_{n}\to X_{j},\quad (x_{1},\ldots ,x_{n})\mapsto x_{j}},
die ein Tupel auf seine {\displaystyle j}-te Komponente abbildet. Jedes Tupel {\displaystyle T\in X_{I}} hat somit die Darstellung {\displaystyle T=(\pi _{1}(T),\ldots ,\pi _{n}(T))}.

### Funktionen
Sind die Mengen {\displaystyle X_{i}} alle gleich einer Menge {\displaystyle X}, dann ist das kartesische Produkt {\displaystyle X_{I}=X^{I}} die Menge aller Funktionen {\displaystyle f\colon I\to X}. Die Projektion {\displaystyle \pi _{j}} ist dann die Abbildung
{\displaystyle \pi _{j}\colon X^{I}\to X,\quad f\mapsto \pi _{j}(f)=f(j)},
die eine Funktion auf ihren Funktionswert für das Argument {\displaystyle j} abbildet. Diese Abbildung wird daher auch als Auswertungsabbildung bezeichnet.

## Eigenschaften

### Surjektivität
Ist die Indexmenge {\displaystyle I} endlich und sind die Mengen {\displaystyle X_{i}} nichtleer, dann ist eine Projektionsabbildung stets surjektiv, das heißt
{\displaystyle \pi _{J}(X_{I})=X_{J}}.
Um sicherzustellen, dass das kartesische Produkt einer beliebigen Familie nichtleerer Mengen ebenfalls nichtleer ist, wird allerdings das Auswahlaxiom benötigt. Tatsächlich ist die vorstehende Aussage sogar äquivalent zum Auswahlaxiom. Unter der Annahme des Auswahlaxioms ist eine Projektionsabbildung dann auch für eine beliebige Familie nichtleerer Mengen stets surjektiv.

### Urbild
Ist {\displaystyle J\subset I} eine echte Teilmenge der Indexmenge {\displaystyle I} und ist {\displaystyle \textstyle W\subseteq X_{J}} eine Teilmenge der Zielmenge einer Projektion {\displaystyle \pi _{J}}, dann hat das Urbild von {\displaystyle W} die Darstellung
{\displaystyle \pi _{J}^{-1}(W)=W\times X_{I\setminus J}=\{(x_{i})_{i\in I}\in X_{I}\mid (x_{j})_{j\in J}\in W\}}.
Die Mengen {\displaystyle \pi _{J}^{-1}(W)} werden entsprechend auch als Zylindermengen bezeichnet.

## Verwendung

### Topologie
Sind {\displaystyle X_{i}} für {\displaystyle i\in I} topologische Räume, dann ist die Produkttopologie auf {\displaystyle X_{I}} die gröbste Topologie (die Topologie mit den wenigsten offenen Mengen), bezüglich der alle Projektionen {\displaystyle \pi _{j}} stetig sind. Die Zylindermengen der Form {\displaystyle \pi _{j}^{-1}(U_{j})}, wobei {\displaystyle U_{j}} eine offene Teilmenge von {\displaystyle X_{j}} ist, bilden dabei eine Subbasis für den Produktraum {\displaystyle X_{I}}. Der Produktraum kann auch durch die folgende universelle Eigenschaft eines kategoriellen Produkts charakterisiert werden: ist {\displaystyle Y} ein topologischer Raum und ist die Abbildung {\displaystyle f_{j}\colon Y\to X_{j}} für jedes {\displaystyle j\in I} stetig, dann gibt es genau eine stetige Funktion {\displaystyle f\colon Y\to X_{I}}, sodass
{\displaystyle \pi _{j}\circ f=f_{j}}
für alle {\displaystyle j\in I} gilt. Umgekehrt ist eine gegebene Funktion {\displaystyle f\colon Y\to X_{I}} genau dann stetig, wenn alle Projektionen {\displaystyle \pi _{j}\circ f} stetig sind. Zusätzlich zur Stetigkeit sind die Projektionen {\displaystyle \pi _{j}\colon X_{I}\to X_{j}} offene Abbildungen, das heißt jeder offene Teilraum {\displaystyle W\subset X_{I}} des Produktraums {\displaystyle X_{I}} bleibt offen, wenn er auf eine Menge {\displaystyle X_{j}} projiziert wird. Die Umkehrung gilt jedoch nicht: ist {\displaystyle W\subset X_{I}} ein Teilraum des Produktraums, dessen Projektionen {\displaystyle \pi _{j}\colon W\to X_{j}} alle offen sind, dann muss {\displaystyle W} selbst in {\displaystyle X_{I}} nicht offen sein. Die Projektionen {\displaystyle \pi _{j}\colon X_{I}\to X_{j}} sind im Allgemeinen auch keine abgeschlossenen Abbildungen.

### Maßtheorie
Sind {\displaystyle (\Omega _{i},{\mathcal {A}}_{i})} für {\displaystyle i\in I} Messräume, dann ist die Produkt-σ-Algebra
{\displaystyle \bigotimes _{i\in I}{\mathcal {A}}_{i}=\sigma \left(\left\{\pi _{j}^{-1}(A_{j})\mid A_{j}\in {\mathcal {A}}_{j},j\in I\right\}\right)=\sigma \left(\bigcup _{j\in I}\pi _{j}^{-1}({\mathcal {A}}_{j})\right)}
die kleinste σ-Algebra auf dem kartesischen Produkt {\displaystyle \Omega _{I}}, sodass alle Projektionen auf die Einzelmengen {\displaystyle \Omega _{i}} messbar sind. Die Produkt-σ-Algebra wird auch von dem System aller Zylindermengen mit endlicher Indexmenge {\displaystyle J} erzeugt. In der Maßtheorie und Stochastik bilden Produkt-σ-Algebren die Grundlage für Produktmaße und Produkt-Wahrscheinlichkeitsräume.

### Informatik
Projektionen werden auch als Operatoren in relationalen Datenbanken eingesetzt. Ist hierzu {\displaystyle R} eine Relation und {\displaystyle \{A_{1},\ldots ,A_{k}\}} eine Teilmenge der Attributmenge, dann ist das Ergebnis der Projektion
{\displaystyle \Pi _{A_{1},\ldots ,A_{k}}(R)=\{T[A_{1},\ldots ,A_{n}]\mid T\in R\}}
eine neue Relation, die nur die Attribute aus der angegebenen Attributliste enthält. In der Ergebnisrelation werden dabei doppelte Einträge gelöscht.